# Liste der Pädagogischen Hochschulen in Österreich
Diese Liste enthält alle Pädagogischen Hochschulen in Österreich, geordnet nach Bundesländern in jeweils alphabetischer Reihenfolge.
In Österreich gibt es 9 öffentliche Pädagogische Hochschulen und 5 private Pädagogische Hochschulen. Alle Pädagogische Hochschulen unterliegen dem Hochschulgesetz 2005.

## Legende
- Name: Name der Hochschule.
- Stadt: Stadt, in der die Hochschule ihren Sitz hat.
- Bundesland: Bundesland, in dem die Hochschule ihren Sitz hat.
- Trägerschaft: öffentlich oder privat.
- Studierende: Anzahl der Studierenden in Lehramtsstudien.[2]
- Lehrpersonal: Größe des Lehrkörpers (Stammpersonal) in Vollzeitäquivalenten.[3]

## Gesamtliste der Pädagogischen Hochschulen
| Name                                             | Stadt                    | Bundesland       | Trägerschaft | Studierende (Studienjahr 2023/24) | Lehrpersonal (Studienjahr 2023/24) |
| ------------------------------------------------ | ------------------------ | ---------------- | ------------ | --------------------------------- | ---------------------------------- |
| Private Pädagogische Hochschule Burgenland       | Eisenstadt               | Burgenland       | privat       | 816                               | 49,7                               |
| Pädagogische Hochschule Kärnten                  | Klagenfurt am Wörthersee | Kärnten          | öffentlich   | 799                               | 76,2                               |
| Pädagogische Hochschule Niederösterreich         | Baden                    | Niederösterreich | öffentlich   | 1.718                             | 91,2                               |
| Private Pädagogische Hochschule der Diözese Linz | Linz                     | Oberösterreich   | privat       | 1.473                             | 119,3                              |
| Pädagogische Hochschule Oberösterreich           | Linz                     | Oberösterreich   | öffentlich   | 2.394                             | 145,1                              |
| Pädagogische Hochschule Salzburg                 | Salzburg                 | Salzburg         | öffentlich   | 1.085                             | 90,0                               |
| Private Pädagogische Hochschule Augustinum       | Graz                     | Steiermark       | privat       | 812                               | 60,5                               |
| Pädagogische Hochschule Steiermark               | Graz                     | Steiermark       | öffentlich   | 2.803                             | 122,5                              |
| Kirchliche Pädagogische Hochschule Edith Stein   | Innsbruck                | Tirol            | privat       | 390                               | 48,2                               |
| Pädagogische Hochschule Tirol                    | Innsbruck                | Tirol            | öffentlich   | 1.287                             | 118,9                              |
| Pädagogische Hochschule Vorarlberg               | Feldkirch                | Vorarlberg       | öffentlich   | 561                               | 45,5                               |
| Hochschule für Agrar- und Umweltpädagogik        | Wien                     | Wien             | öffentlich   | 828                               | 33,9                               |
| Pädagogische Hochschule Wien                     | Wien                     | Wien             | öffentlich   | 4.047                             | 185,0                              |
| Kirchliche Pädagogische Hochschule Wien/Krems    | Wien                     | Wien             | privat       | 2.567                             | 171,3                              |
| Summe                                            | Summe                    | Summe            | Summe        | 21.580                            | 1.357,2                            |